# Пам'ятник Богданові Хмельницькому (Харків)
Па́м'ятник Богда́нові Хмельни́цькому в Харкові — погруддя, встановлене на колоні з фундаментом. Пам'ятник відкритий у 2001 р. на перехресті Салтівського шосе та вулиці Ахієзерів (до 2019 р. – вул. Халтуріна) у Харкові.

## Історія
У 1995 р. був оголошений конкурс на проект пам’ятника Богданові Хмельницькому в Харкові. На конкурс було подано 7 проектів. У жовтні-листопаді 1995 р. громадськість міста знайомилась з проектами у Будинку архітекторів. Журі конкурсу оголосила переможцем проект під девізом «А-26715». Автори цього проекту – скульптори А. Кащук і В. Агібалов. Архітектори проекту – Е. Черкасов, В. Кузнєцов і Б. Смишлеников. Проект пам'ятника передбачав, що Богдан Хмельницький буде тримати у руці булаву, але пізніше від цієї ідеї відмовились.